# Aya Suzaki
Aya Suzaki (洲崎 綾?, Suzaki Aya; Ishikawa, 25 dicembre 1986) è una doppiatrice giapponese, affiliata con I'm Enterprise.

## Biografia
Suzaki è brava nel canto ed elenca il soft tennis e le immersioni subacquee come i suoi sport preferiti. I suoi hobby sono suonare la tromba e le composizioni floreali. Lei è anche un insegnante autorizzata.
Suzaki ha interpretato le sigle di apertura e chiusura per l'anime Tamako Market con il nome del personaggio della serie da lei interpretato, Tamako Kitashirakawa.

## Doppiaggio

### Anime
2010
- Bakuman.: Misayo Amane (episodio 22)

2011
- Manyū hiken-chō: ragazza C

2012
- To Love-Ru Darkness: studentessa B (episodio 5)
- My Little Monster

2013
- Tamako Market: Tamako Kitashirakawa[3]
- Ro-kyu-bu! SS: Hiiragi Takenaka[4]
- Hentai ōji to warawanai neko.: Moriya
- A Certain Scientific Railgun: Rikō Takitsubo
- Kill la Kill: Mako Mankanshoku[5]
- Phi Brain: Nono
- Aikatsu!: Mikuru Natsuki

2014
- Robot Girls Z: Poses OII
- Kenzen Robo Daimidaler: Likantz Seaberry
- Invaders of the Rokujyōma!?: Shizuka Kasagi

2015
- Valkyrie Drive: Mermaid: Rinka Kagurazaka

2016
- The Highschool Life of a Fudanshi: Rumi Nishihara
- Assassination classroom: Kaede Kayano[6]

2018
- HUGtto! Pretty Cure: Ranze Ichijō
- Release the Spyce: Mei Yachiyo

2019
- Magical Girl Spec-Ops Asuka: Asuka Otori

2022
- CUE!: Rio Isuzu
- RWBY: Ice Queendom: Nora Valkyrie

2025
- Guilty Gear -STRIVE-: Dual Rulers: Elphelt Valentine

### Videogiochi
- Gal*Gun
- Koi to Senkyo to Chocolate Portable
- The Idolmaster Cinderella Girls: Minami Nitta
- Akiba's Trip: Undead & Undressed: Nana
- Guilty Gear Xrd -SIGN-: Elphelt Valentine
- Granblue Fantasy: Cucouroux, Minami Nitta
- NAtURAL DOCtRINE: Tatyana
- Hyrule Warriors: Proxi
- Under Night In-Birth Exe:Late[st]: Mika Returna
- Natsuiro High School: Seishun Hakusho: Tamaki Shimabukuro
- Guilty Gear Xrd -REVELATOR-: Elphelt Valentine
- Valkyrie Drive: Bhikkhuni: Rinka Kagurazaka
- Fire Emblem Heroes: Maria, Ninian
- Senran Kagura: Peach Beach Splash: Rinka Kagurazaka
- Gal*Gun 2: voci aggiuntive
- BlazBlue: Cross Tag Battle: Mika Returna
- Soulcalibur VI: Chai Xianghua
- Kill la Kill: IF: Mako Mankanshoku
- Guilty Gear -STRIVE-: Elphelt Valentine
- Xenoblade Chronicles 3: Manana
- Goddess of Victory: Nikke: Jackal
- Under Night In-Birth II [Sys:Celes]: Mika Returna
- Unicorn Overlord: Fran

### Radio
- Baisuta! Nama
- Gobugobu-chan
- Minami Tsuda no Drama Radio
- Suzaki Aya no Nama Tamatsu!
- Nama Tamatsu! Suzaki Aya no Drama Radio

### Televisione
- Baisuta!

### Drama CD
- Ukigumo-tei Monogatari: Kumiroji's fan
- Imōto ga ō Sugite Nemurenai: Isaribi
- Magnolia: studentessa B
- Penguin we ni shi dai ni Tan Shōjo Kami Gakushi

### Radio CD
- Gobugobu-chan Spin-off CD Tamura Season 5

### CD
- Zettai Shōjo Shugi!

### Altro
- Hanageki: Shūko Naruse